# Gol Gāh
Gol Gāh (persiska: گُلكاه, Golkāh, گل گاه) är en ort i Iran.   Den ligger i provinsen Mazandaran, i den norra delen av landet, 90 km norr om huvudstaden Teheran. Gol Gāh ligger 861 meter över havet och antalet invånare är 128.
Terrängen runt Gol Gāh är bergig söderut, men norrut är den kuperad. Runt Gol Gāh är det ganska tätbefolkat, med 80 invånare per kvadratkilometer. Närmaste större samhälle är Kalārdasht, 10,5 km väster om Gol Gāh. Trakten runt Gol Gāh består i huvudsak av gräsmarker.